# 東京吉本
東京吉本（とうきょうよしもと）とは、一般的には興行会社・吉本興業の東京のセクションを指す。大阪吉本とはまた独自の展開で、戦前の柳家金語楼、柳家三亀松、あきれたぼういずから、戦後の江利チエミ、1990年代以後のロンドンブーツ1号2号、品川庄司、オリエンタルラジオに至るまで、多くの人気タレントを輩出してきた芸能界の老舗である。また映画会社・東映の前身の一つ、太泉映画を設立したことでも知られている。組織上は、時期別に次の3つに大別され、それぞれ性格も異なる。
1. 吉本興業東京支社（戦前期）
2. 吉本株式会社（1946年 - ） - 1が戦後、大阪の吉本興業から分離独立したもの
3. 吉本興業東京本社（1980年 - ） - 2が会社更生法の適用を受けた後、新たに大阪の吉本興業が東京に進出し、設置される。当初は東京連絡事務所、その後東京支社と格上げされ、現在は東京本社

以下で、それぞれについて詳細を述べる。

## 吉本興業東京支社（戦前期）

### 大阪から東京へ
明治末に大阪に創業した吉本は、大正末に東京・横浜へ進出した。既存の寄席や劇場の買収により東京地区の興行基盤を築いた。まず、経営不振に陥っていた神田神保町の寄席「川竹亭」を買収し、1922年（大正11年）元旦に「神田花月」として開場した。続いて、同年5月には、横浜伊勢佐木町の寄席「新富亭」を収めて、翌1923年「横浜花月」と改称した。昭和に入り、娯楽のメッカ・浅草公園六区の興行街へ進出。1927年（昭和2年）に浅草の「遊楽館」を借用して色物の演芸場として開館。続いて「昭和座」「公園劇場」「万成座」を次々と傘下に収めた。1935年（昭和10年）にはその総仕上げとして、東京吉本の本拠地として「浅草花月劇場」を新築開業。
事業組織としては、1932年（昭和7年）3月に吉本興業合名会社の東京支社として正式に発足させ、林弘高が支社長に就任した。以後、大阪吉本を兄の林正之助が、東京吉本を弟の林弘高が率い、2人の姉である吉本せいが吉本興業の社長として両者を束ねる体制を確立させた。

### モダン・ハイカラ路線
東京吉本の特長は、伝統的な演芸路線を採る大阪吉本とは一線を画したモダン・ハイカラ路線であった。
東京吉本を代表する浅草花月劇場は、レビューの「吉本ショウ」を中心に、軽演劇の実演、映画の上映、流行歌手の歌、そして漫才などの演芸でバラエティに富んだプログラムを組んでいた。客は木戸銭を払って入場すれば、幕間や休憩時間を含め6時間ものプログラムの中で、映画も見られれば、歌も聞ける、お芝居も見られて、演芸も楽しめ、半日ゆったりと遊べる一種の娯楽センターであった。その興行形態は日本的な寄席・演芸場というよりもむしろ、アメリカのボードビル・ショウに近かった。
こうしたアメリカナイズされたステージ・ショウを繰り広げる浅草花月劇場は、オープンと共に浅草公園六区の観客を熱狂させ、たちまち人気を集めた。
演芸評論家の小島貞二によれば、「定員700人の浅草花月劇場はいつ行っても立ち見で超満員、劇場の前ではそれでも入場を求める人の流れが渦を巻いていた」という。高見順や永井荷風など文人にもファンが多く、当時の東京吉本のモダン・ハイカラ路線は、戦前の昭和モダニズムの一翼を担っていた。

### タレント専属制
東京吉本は大阪吉本とは独自に「タレント専属制」を採っていた。当時東京吉本の専属だったのは、人気落語家で喜劇俳優の柳家金語楼、三味線漫談の柳家三亀松を筆頭に、ボーイズ物の元祖・あきれたぼういず （川田義雄、坊屋三郎、益田喜頓、芝利英）、「のんき節」の石田一松、司会者の松井翠声、東京漫才の元祖・林家染団治・小川雅子（染団治は帝都漫才組合会長）、元祖外国人タレントのミス・バージニア、コメディアンの木下華声（元江戸家猫八）、永田キング、伴淳三郎などである。またアメリカ流のバラエティショウを目指す東京吉本は、アメリカ帰りの中川三郎、中川と名コンビを組んだ姫宮接子、子役タップダンサーのマーガレット・ユキ、ミミー宮島など多くのタップダンサーも抱えていた。さらに「吉本ショウ」は専属のダンサー・チームと楽団を持っていたが、後者には江利チエミの父である久保益雄や、戦後コメディアンとして大成する「ブーちゃん」こと市村俊幸がピアニストとして在籍していたことも特筆される。
こうした東京吉本のモダン・ハイカラ路線を支えたのが、優秀なスタッフの存在であった。モダン・ハイカラ路線を打ち出したのは東京吉本を率いる林弘高自身であり、その背景には大阪吉本を率いる兄の林正之助への対抗心もあったと思われる。しかし東京吉本の文芸部には当時サトウ・ハチローや阿木翁助など多彩な作家が在籍し、弘高のブレーンとして東京吉本のモダン・ハイカラ路線を支えたことは見逃せない。

### 事業の推移
1939年（昭和14年）、当時の3大興行資本である松竹、東宝、吉本の内、東宝と吉本の急接近に反発した松竹により、吉本の人気芸人の引き抜き騒動が起こる。引き抜きの手は東京吉本にも及び、川田義雄を除く「あきれたぼういず」、東京漫才の若手・香島ラッキー・御園セブンなどが、東京吉本から松竹傍系の新興キネマ演芸部に移籍した。吉本に残った川田は、新たに音楽ショウ「川田義雄とミルク・ブラザース｣を結成し、人気の巻き返しを図る。一方吉本は、木下華声にも新たに音楽ショウ「ザツオン・ブラザース」を結成させ、両者に人気を競わせた。
1942年（昭和17年）には、榎本健一、古川ロッパ、柳家金語楼の三大喜劇王と並ぶ存在だった「シミキン」こと清水金一が、堺駿二（堺正章の父）らと共に東京吉本の傘下に入り、「新生喜劇座」を浅草花月劇場で結成、多くの観客を集めた。しかしその後の戦争の激化は、東京吉本の展開にも影を落としていく。多くの観客を熱狂させたモダン・ハイカラ路線は影を潜め、舞台にも軍国色が強くなっていた。さらには1944年（昭和19年）には「新宿花月劇場」（元新宿帝国館）など直営劇場数館が疎開という形で閉鎖に追い込まれてしまう。そして1945年（昭和20年）の東京大空襲では神田花月と江東花月が焼失、東京・横浜にきら星の如く点在した東京吉本の他の劇場群も相次ぐ空襲で壊滅状態となり、終戦時に残ったのは浅草花月劇場、浅草大都劇場、銀座全線座の3館のみとなるのである。

### 主な劇場・映画館
1936年（昭和11年）1月当時の直営劇場・寄席は、東京には浅草公園六区の「浅草花月劇場」、「昭和座」、「公園劇場」、神田の「神田花月」、新宿の「新宿帝国館」の5つ、横浜には伊勢佐木町の「横浜花月劇場」、「朝日座」、「寿館」の3つの計8つである。この内、東京吉本の本拠地に位置づけられていたのが「浅草花月劇場」であり、その姉妹館に位置づけられていたのが山の手の新宿にある「帝国館」であった。両者共、レビューの「吉本ショウ」を上演するなど、モダン・ハイカラ路線が売りの劇場である。一方「神田花月」は、一流の本格的な寄席であった。古今亭志ん生が、1941年（昭和16年）よりここで毎月独演会を開催し、以後の飛躍の契機を作った場所としても知られている。
その後1938年（昭和13年）には東京の江東地区にも進出して、「江東花月劇場」をオープン。さらに1941年（昭和16年）の日米開戦後は、フィルム不足や統制で転廃業に追い込まれる映画館も多く出る中、吉本の傘下に入り、演芸場に転向する映画館が続出した。1943年（昭和18年）に開館した「川崎花月劇場」と「横須賀花月劇場」、1944年（昭和19年）に開館した「神奈川花月劇場」と「尾久花月劇場」などである。これらは吉本直営ではなく、提携演芸場である（いわばフランチャイズ店のようなもの）。

## 吉本株式会社（1946年 - ）

### 沿革
終戦後東京吉本は、焼け残った浅草花月劇場や浅草大都劇場に応急措置を施して復旧し、再開した。一方、既に戦前から大阪吉本と一線を画す動きを強めていた東京吉本だが、1946年（昭和21年）には、「吉本株式会社」を名乗り、大阪の吉本興業から正式に分離独立した。その背景には、東京吉本を率いる林弘高と大阪吉本を率いる兄の林正之助の間の確執もあったと推測される。
東京吉本こと「吉本株式会社」は、東京・銀座の一等地に本社とスタジオを構え、民放のラジオ番組制作にも係わるなど、戦前と同様かなりの隆盛を誇った。1946年（昭和21年）11月には、東京練馬区大泉に映画スタジオを創設して、「太泉映画」を設立し、映画製作を開始。太泉映画はその後他社と合併して、のちの東映に発展している。
戦後の東京吉本の活動で特筆すべきは、歌手・江利チエミの売り出しに尽力したことであろう。吉本興業は終戦に前後して、タレントの専属を解いていたために、この時期の東京吉本の専属タレントは、江利チエミただ1人であった。チエミが東京吉本に所属するようになった経緯は、父親が戦前の「吉本ショウ」のピアニスト・久保益雄、母親が喜劇女優・谷崎歳子であり、両親共に東京吉本の所属だったという特別の事情であろう。そしてチエミのデビューを手がけた東京吉本は、彼女をスターにすることに見事成功している。
一方、演芸事業から一時撤退し、映画館経営に専念していた大阪吉本と異なり、この時期東京吉本は、一部の劇場を映画館に転身させながらも、浅草花月劇場を中心に、演芸にも積極的に取り組んだ。しかし演目は、戦前のモダン・ハイカラ路線は影を潜め、浅草公園六区の他の劇場と同様、ストリップや女剣劇を中心とし、その合間にコントを入れるといったものになっていった。この当時浅草花月に出演していたのは、清水金一、トニー谷、由利徹、海野かつを、ショパン猪狩（後の東京コミックショウ）などである。
しかしその後テレビ時代を迎え、娯楽が多様化したことで、浅草公園六区の興行街が急速に地盤沈下したことは、当地を本拠地とし、浅草花月劇場など多くの劇場・映画館を当地に持っていた東京吉本を直撃した。東京吉本こと「吉本株式会社」は、経営が悪化し、最後は（昭和40年代？）会社更生法の適用を受けるに至った。

### 主な劇場・映画館
戦災で残った「浅草花月劇場」（一時「浅草グランド劇場」と改称するが、再び元の名に戻る）の他、江東地区に「江東吉本映画劇場」（昭和26年開館）、「江東花月映画劇場」（昭和27年開館）、横浜に「横浜グランド劇場」（昭和21年開館）などを経営。会社更生法適用後は、「浅草花月」のみ大阪の吉本興業に引き継がれ、映画館として80年代まで営業を継続。しかし80年代初頭に、「もはや浅草公園六区の興行街に将来性は感じられない」とする当時の吉本首脳部の判断で売却される。近年、吉本は浅草を再評価し始め、「よしもと浅草花月」と称する定期イベントを開催。

## 吉本興業東京本社（1980年 - ）

### 沿革
吉本が再び東京に拠点を持つ契機となったのが、1980年（昭和55年）ごろに勃発した漫才ブームである。このブーム最中の昭和55年、東京連絡事務所を設置した。これがのちの東京本社の起源となる。当時の東京吉本は、上京してくる大阪の吉本のタレントのマネジメントが主であった。唯一東京吉本出身のタレントと言えるのが野沢直子であったが、叔父である声優の野沢那智の紹介で吉本に入ったという特別な経緯によるものである。
東京事務所の所長を務めたのが、のちに吉本興業の常務となる木村政雄であり、のちの社長である、部下の大﨑洋とともに、吉本タレントのマネジメントを通して当時の漫才ブームの盛り上がりに一役買う。以後、ダウンタウンをはじめ、『大阪で実力をつけたタレントが上京して東京で活動し、全国区の人気を得る』という道筋を確立させる。
大阪吉本からの橋渡し業務の一方で、80年代末以降、東京吉本は再び自前で芸人を育成することになり、「吉本バッタモンクラブ」と称するオーディションを定期的に開催。このオーディションを経て、東京吉本からデビューした芸人に、極楽とんぼ、ココリコなどがいる。
その後、自前の劇場も再び東京に持つことになり、1994年（平成6年）に「銀座7丁目劇場」、翌年に「渋谷公園通り劇場」をオープン。当時「吉本が東京に初進出」と報じられたが、実際は前述のように戦前・戦後を通じて、吉本が東京・横浜に多くの劇場を持っていた。銀座7丁目劇場からは、極楽とんぼ、ロンドンブーツ1号2号、ペナルティ、DonDokoDon、品川庄司など、渋谷公園通り劇場からはガレッジセールなどを輩出した。
1995年（平成7年）には、「吉本総合芸能学院」（NSC）の東京校を開校。
「銀座7丁目劇場」、「渋谷公園通り劇場」は1999年（平成11年）までに閉館。代わって2001年（平成13年）、新宿に「ルミネtheよしもと」を、2007年（平成19年）には神田神保町に「神保町花月」をオープンした。ルミネtheよしもとはロバート、インパルス、森三中、オリエンタルラジオなどを輩出し、戦前の浅草花月劇場に匹敵する東京吉本の一大拠点になっている。2006年（平成18年）には渋谷に「ヨシモト∞ホール」を開設した。
また組織的に見れば、吉本興業の東京連絡事務所として開設された東京吉本は、その後吉本興業東京支社、同東京本社と格上げされた。

### 2008年春移転・養成所併設へ
2008年3月24日、業務拡張に伴い神田神保町にあった東京本部から新宿区の旧新宿区立四谷第五小学校に移転した。廃校の再利用で、建物には耐震補強が施され、教室などはオフィスとして利用できるように、一部改築されているものの、階段や外観・内観などは小学校当時のものをそのまま利用している。併せて、吉本興業のスタッフ養成所である「よしもとクリエイティブカレッジ」を4月に同所に開校した｡2022年3月に開局したBSよしもとのスタジオも設置されている。
2020年に「神保町花月」を「神保町よしもと漫才劇場」にリニューアル。

## 主な所属タレント

### 吉本興業東京支社（戦前期）
- 柳家金語楼
- 柳家三亀松
- あきれたぼういず（川田義雄、坊屋三郎、益田喜頓、芝利英）
- 石田一松
- 大竹タモツ
- 永田キング
- ミス・バージニア[注釈 4]（元祖外国人タレントとされる）
- マーガレット・ユキ[注釈 5]
- ミミー宮島[注釈 6]
- 木下華声（元江戸家猫八 (2代目)）
- 松井翠声
- 谷口又士[5]（トロンボーン奏者兼「吉本スイング・オーケストラ」リーダー）
- 林家染団治・小川雅子（染団治は帝都漫才組合会長）
- 香島ラッキー・御園セブン
- 大空ヒット
- 大宮敏充
- 波多野栄一
- 伴淳三郎
- 中川三郎
- 姫宮接子
- 関志保子（「吉本ショウ」に在籍[6]。後に宇野重吉夫人）
- 清水金一
- 堺駿二
- 木戸新太郎（キドシン）
- 泉和助
- 杉兵助

### 吉本株式会社（1946年 - ）
- 江利チエミ

### 吉本興業東京本社（1980年 - ）
- 野沢直子
- 極楽とんぼ（山本圭壱）
- 蛍原徹
- バッファロー吾郎（バッファロー吾郎A・竹若元博）
- 博多華丸・大吉（博多華丸・博多大吉）
- ココリコ（遠藤章造・田中直樹）
- 田村淳
- ペナルティ（ヒデ・ワッキー）
- ガレッジセール（川田広樹・ゴリ）
- 品川庄司（品川祐・庄司智春）
- まちゃまちゃ
- 矢部太郎
- バッドボーイズ（佐田正樹・大溝清人）
- ハイキングウォーキング（松田洋昌・鈴木Q太郎）
- あべこうじ
- 佐久間一行
- ニブンノゴ!（宮地謙典・森本英樹・大川知英）
- ガリットチュウ（福島善成・熊谷茶）
- トータルテンボス（大村朋宏・藤田憲右）
- ロバート（山本博・秋山竜次・馬場裕之）
- 森三中（大島美幸・村上知子・黒沢かずこ）
- だいたひかる
- 三瓶
- 椿鬼奴
- 友近
- 陣内智則
- 中川家（剛・礼二）
- 次長課長（河本準一・井上聡）
- 野性爆弾（くっきー!・ロッシー）
- 麒麟（川島明・田村裕）
- 南海キャンディーズ（山里亮太・山崎静代）
- 又吉直樹
- 平成ノブシコブシ（吉村崇・徳井健太）
- ラフ・コントロール（重岡謙作・森木俊介）
- ものいい（吉田サラダ・横山きよし）
- ジョイマン（高木晋哉・池谷和志）
- ハリセンボン（箕輪はるか・近藤春菜）
- しずる（村上純・池田一真）
- 出雲阿国
- アイパー滝沢
- オオカミ少年（片岡正徳・浜口裕章）
- フルーツポンチ（村上健志・亘健太郎）
- はんにゃ（金田哲・川島章良）
- エド・はるみ
- 渡辺直美
- ジャングルポケット（おたけ・太田博久）
- パンサー（尾形貴弘・菅良太郎・向井慧）
- チョコレートプラネット（長田庄平・松尾駿）
- シソンヌ（じろう・長谷川忍）
- マヂカルラブリー（野田クリスタル・村上）
- ジャルジャル（後藤淳平・福徳秀介）
- プラス・マイナス（岩橋良昌・兼光タカシ）
- かまいたち（山内健司・濱家隆一）
- 和牛（水田信二・川西賢志郎）
- 天竺鼠（川原克己・瀬下豊）
- アインシュタイン（河井ゆずる・稲田直樹）
- GAG（福井俊太郎・坂本純一・宮戸洋行）
- トット（多田智佑・桑原雅人）
- すゑひろがりず（南條庄助・三島達矢）
- ミキ（昴生・亜生）
- 霜降り明星（せいや・粗品）
- 蛙亭 （イワクラ・中野周平）
- EXIT（りんたろー。・兼近大樹）
- ガンバレルーヤ（まひる・よしこ）

## 主なスタッフ

### 吉本興業東京支社（戦前期）
- 林弘高（東京支社長）
- サトウ・ハチロー（東京吉本文芸部所属の作家）
- 阿木翁助（東京吉本文芸部所属の作家）
- 旗一兵 [注釈 7]（東京吉本企画制作部。戦後は芸能評論家）
- 福島通人 （花月劇場支配人。戦後は新芸術プロダクションを設立し、美空ひばりを育成）

### 吉本株式会社（1946年 - ）
- 林弘高（吉本株式会社初代社長）
- 林英之（吉本株式会社社長。弘高の長男）
- 吉田史子 [注釈 8]（吉本株式会社ラジオ部。退社後、吉田事務所設立）
- 小崎政房（浅草花月の脚本・演出担当）
- 有吉光也（浅草花月の脚本・演出担当）

### 吉本興業東京本社（1980年 - ）
- 横澤彪（東京本社代表）